# Primanitxski
Primanitxski (en rus: Приманычский) és un poble (una possiólok) de l'óblast de Rostov, a Rússia, segons el cens rus del 2010 tenia 261 habitants. Pertany al districte de Proletarsk.